# Законодательное собрание Родезии
Законодательное собрание Родезии (англ. Legislative Assembly of Rhodesia) — законодательный орган в Южной Родезии и независимой Родезии в 1924—1970 годах.

## Возникновение
В 1898 году был основан Законодательный совет Южной Родезии (англ. Southern Rhodesian Legislative Council), первый выборный представительный орган Южной Родезии. Большинство решений по управлению Южной Родезией принимала Британская Южно-Африканская компания (BSAC). Когда правление BSAC закончилось в 1923 году и были расширены права самоуправления, Законодательный совет был заменён Законодательным собранием. Согласно Конституции, предусматривалось создание верхней палаты, известной как Законодательный совет, но она так и не была учреждена, поэтому Законодательное собрание осталось однопалатным законодательным органом.

## Полномочия
Сформированное по образцу британской Палаты общин, Собрание имело ограничения в законодательных полномочиях, поскольку британская корона сохраняла право блокировать законы и разрешала обсуждать в парламенте только вопросы внутренней политики.
Патентная грамота, предоставившая колонии право на самоуправление в 1923 году, не изменила существовавшую систему избирательных прав. Закон предусматривал, что избиратели должны проживать в Южной Родезии не менее шести месяцев, уметь заполнять форму для включения в избирательный реестр собственным почерком по требованию регистратора и написать под диктовку 50 слов на английском языке. Кроме того, избиратели должны были соответствовать одному из трёх финансовых критериев: владеть имуществом стоимостью £150 в своём избирательном округе, иметь зарегистрированное горнодобывающее предприятие в колонии (проживание для этого не требовалось) или получать годовую зарплату в размере £100 в колонии.

## Процедура избрания
Процедура избрания осталась неизменной со времён предшествующего законодательного органа: использовалась мажоритарная система относительного большинства с тайным голосованием.

## Избирательные округа
Патентной грамотой было учреждено Законодательное собрание с 30 членами, и для упрощения работы за основу для организации выборов были взяты 15 избирательных округов, установленных в предыдущем году для Законодательного совета, но каждый округ теперь избирал двух представителей. Таким образом, избиратели имели право на два голоса. До 1961 года формально не существовало ограничений на право голоса для коренных африканцев, но высокий имущественный ценз фактически означал, что лишь немногие из них могли голосовать. В 1958 году это было изменено: для чернокожего населения был создан специальный избирательный список, по которому они могли голосовать только за 15 членов Собрания, в то время как европейцы имели право избирать 50 членов.

## Результаты выборов

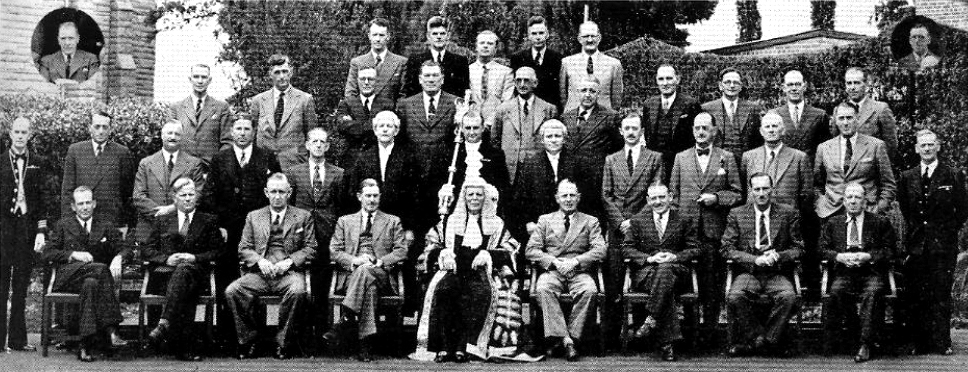
Фотография членов Законодательного собрания Южной Родезии седьмого созыва.

В таблице учтены лишь те парламентарии, которые были избраны по общему избирательному списку.
| 1  | 29 апреля 1924 г.   |                                    |    |
| 1  | 29 апреля 1924 г.   | Родезийская партия                 | 26 |
| 1  | 29 апреля 1924 г.   | Независимые                        | 4  |
| 2  | 19 сентября 1928 г. |                                    |    |
| 2  | 19 сентября 1928 г. | Родезийская партия                 | 22 |
| 2  | 19 сентября 1928 г. | Прогрессивная партия               | 4  |
| 2  | 19 сентября 1928 г. | Лейбористская партия Родезии       | 3  |
| 2  | 19 сентября 1928 г. | Независимые                        | 1  |
| 3  | 6 сентября 1933 г.  |                                    |    |
| 3  | 6 сентября 1933 г.  | Партия реформ                      | 16 |
| 3  | 6 сентября 1933 г.  | Родезийская партия                 | 9  |
| 3  | 6 сентября 1933 г.  | Лейбористская партия Родезии       | 5  |
| 4  | 7 ноября 1934 г.    |                                    |    |
| 4  | 7 ноября 1934 г.    | Объединённая партия                | 24 |
| 4  | 7 ноября 1934 г.    | Лейбористская партия Родезии       | 5  |
| 4  | 7 ноября 1934 г.    | Партия реформ                      | 1  |
| 5  | 14 апреля 1939 г.   |                                    |    |
| 5  | 14 апреля 1939 г.   | Объединённая партия                | 23 |
| 5  | 14 апреля 1939 г.   | Лейбористская партия Родезии       | 7  |
| 6  | 25 апреля 1946 г.   |                                    |    |
| 6  | 25 апреля 1946 г.   | Объединённая партия                | 13 |
| 6  | 25 апреля 1946 г.   | Либеральная партия Южной Родезии   | 12 |
| 6  | 25 апреля 1946 г.   | Лейбористская партия Родезии       | 3  |
| 6  | 25 апреля 1946 г.   | Лейбористская партия Южной Родезии | 2  |
| 7  | 15 сентября 1948 г. |                                    |    |
| 7  | 15 сентября 1948 г. | Объединённая партия                | 24 |
| 7  | 15 сентября 1948 г. | Либеральная партия Южной Родезии   | 5  |
| 7  | 15 сентября 1948 г. | Лейбористская партия               | 1  |
| 8  | 27 января 1954 г.   |                                    |    |
| 8  | 27 января 1954 г.   | Объединённая партия                | 26 |
| 8  | 27 января 1954 г.   | Независимые                        | 2  |
| 8  | 27 января 1954 г.   | Независимые (Лейбористы)           | 1  |
| 8  | 27 января 1954 г.   | Независимые (Родезийская партия)   | 1  |
| 9  | 5 июня 1958 г.      |                                    |    |
| 9  | 5 июня 1958 г.      | Объединённая партия                | 17 |
| 9  | 5 июня 1958 г.      | Партия доминиона                   | 13 |
| 10 | 14 сентября 1962 г. |                                    |    |
| 10 | 14 сентября 1962 г. | Родезийский фронт                  | 35 |
| 10 | 14 сентября 1962 г. | Объединённая партия                | 29 |
| 10 | 14 сентября 1962 г. | Независимые                        | 1  |
| 11 | 7 мая 1965 г.       |                                    |    |
| 11 | 7 мая 1965 г.       | Родезийский фронт                  | 50 |
| 11 | 7 мая 1965 г.       | Национальная народная партия       | 10 |
| 11 | 7 мая 1965 г.       | Независимые                        | 5  |